# مارشال إي. بلوم
مارشال إي. بلوم (بالإنجليزية: Marshall E. Blume)‏ هو اقتصادي أمريكي، ولد في 31 مارس 1941، وتوفي في 27 يناير 2019 في ايستون في الولايات المتحدة.